# Grande synagogue de Vilna

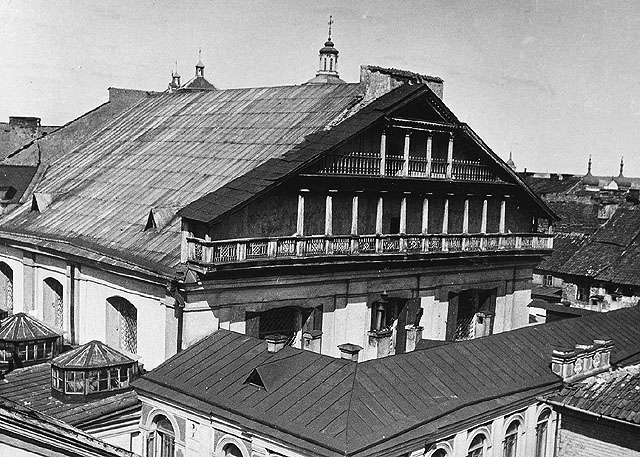
Vue plongeante sur la synagogue. Photo prise par l'armée allemande pendant la Première Guerre mondiale

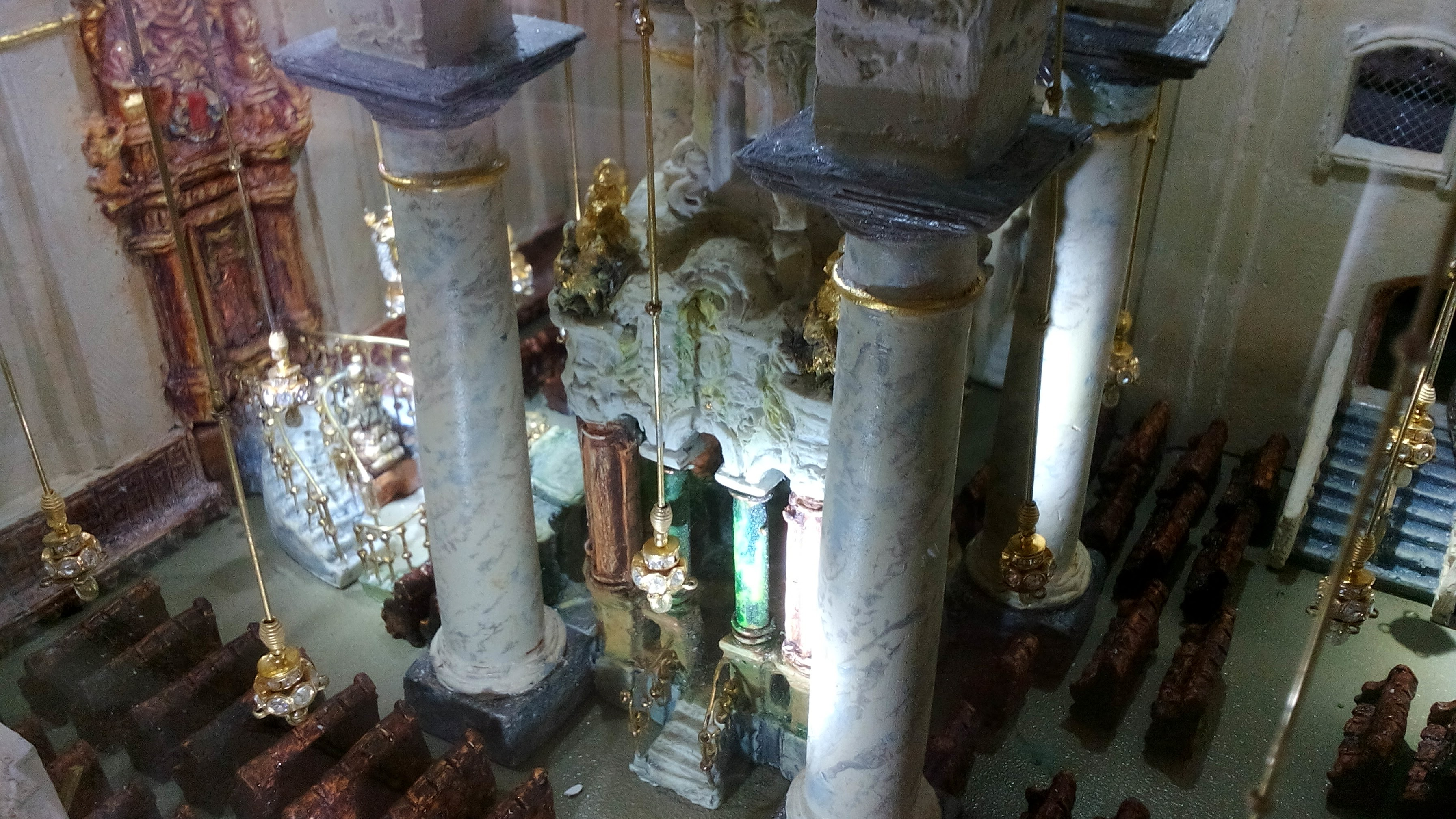
Modèle de la grande synagogue de Vilna, Vilnius, Lituanie, intérieur,
13x21x22,5 cm, 2018

La Grande synagogue de Vilna (en yiddish: Groyse Shul ) ou synagogue de la ville (yiddish: Shtotshul) se trouvait avant la Seconde Guerre mondiale à une des extrémités de la žydų Gatvė (rue juive), de Vilnius en Lituanie. Seuls trois éléments originaux de la synagogue ont été conservés et confiés à un musée.

## Histoire
La grande synagogue de Vilna a été construite entre 1630 et 1633, après l'obtention de l'autorisation de construire une synagogue en dur. À son emplacement s'élevait une ancienne synagogue construite en 1572, qui déjà avait remplacé une première maison de prière juive datant de 1440. Cette synagogue était la plus grande de Lituanie et portait le titre de petit sanctuaire en référence au Temple de Jérusalem.
En  1846, Sir Moïse Montefiore visite la synagogue et une foule énorme de fidèles se presse pour l'accueillir.

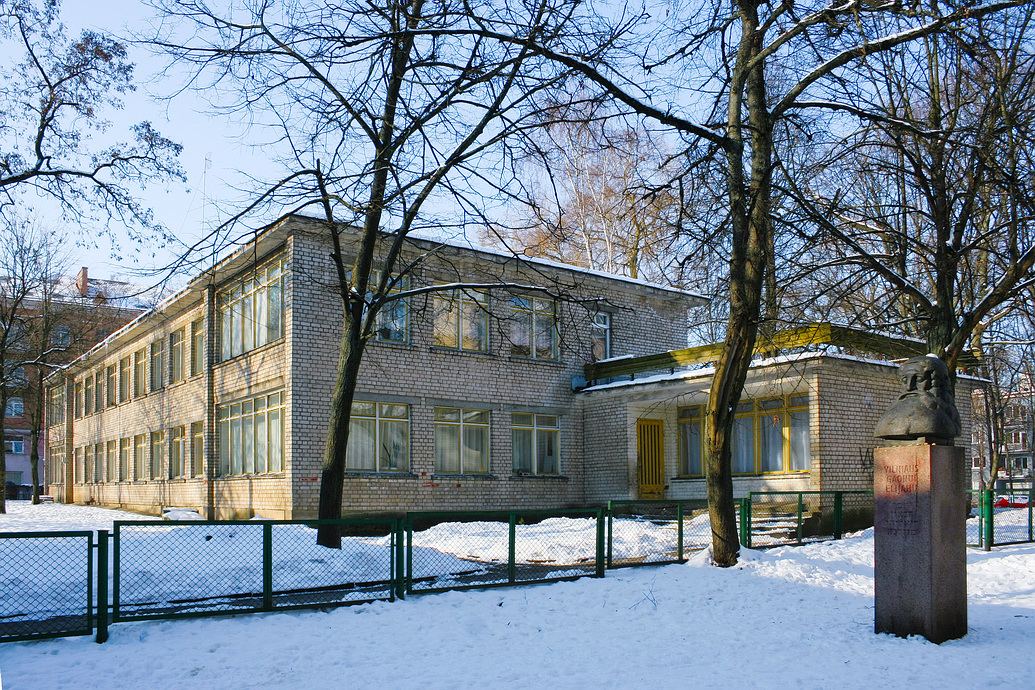
Le site de la synagogue tel qui se présente actuellement. La statue du Gaon de Vilna se trouve sur la droite

Pendant la Seconde Guerre mondiale, la synagogue et ses bâtiments annexes sont gravement endommagés par les troupes d'occupation nazies. L'ensemble sera rasé dans les années 1955-1957 par les soviétiques pour construire à sa place des immeubles de logement, une crèche et un terrain de basketball.
Seuls trois éléments originaux de la synagogue ont été sauvés : une porte de l'Arche Sainte, un lutrin et un bas-relief avec les Dix commandements. Ils sont actuellement exposés au Musée juif Gaon de Vilna, dénommé d'après le célèbre érudit juif Eliyahou ben Shlomo Zalman (1720-1797).
Entre les deux guerres mondiales, plus de 56 000 Juifs vivent à Vilnius, ce qui représente plus de 40 % de la population urbaine. Il y a plus d'une centaine de synagogues ou oratoires, dont beaucoup, construits au XIXe siècle, furent financés par la classe nouvellement riche d'industriel juifs. Les Juifs de Vilna étaient reconnus pour leur érudition, ainsi que pour leur attitude anti-hassidique et antimystique. Marc Chagall peint l'intérieur de la synagogue en 1935 dans La Synagogue de Vilna.
La quasi-totalité de la communauté juive de Vilna est massacrée pendant la Seconde Guerre mondiale par les nazis allemands et leurs sbires lituaniens. Après la guerre, il ne reste plus que quelques centaines de Juifs à Vilnius, et seule la synagogue Torat Hakodesh (Pureté de la sainteté) ou Khorshul (synagogue chorale) située Pilymo gatvė a été épargnée.
Sur place, un panneau récapitule en lituanien et en anglais l'histoire de cette synagogue.

## Description

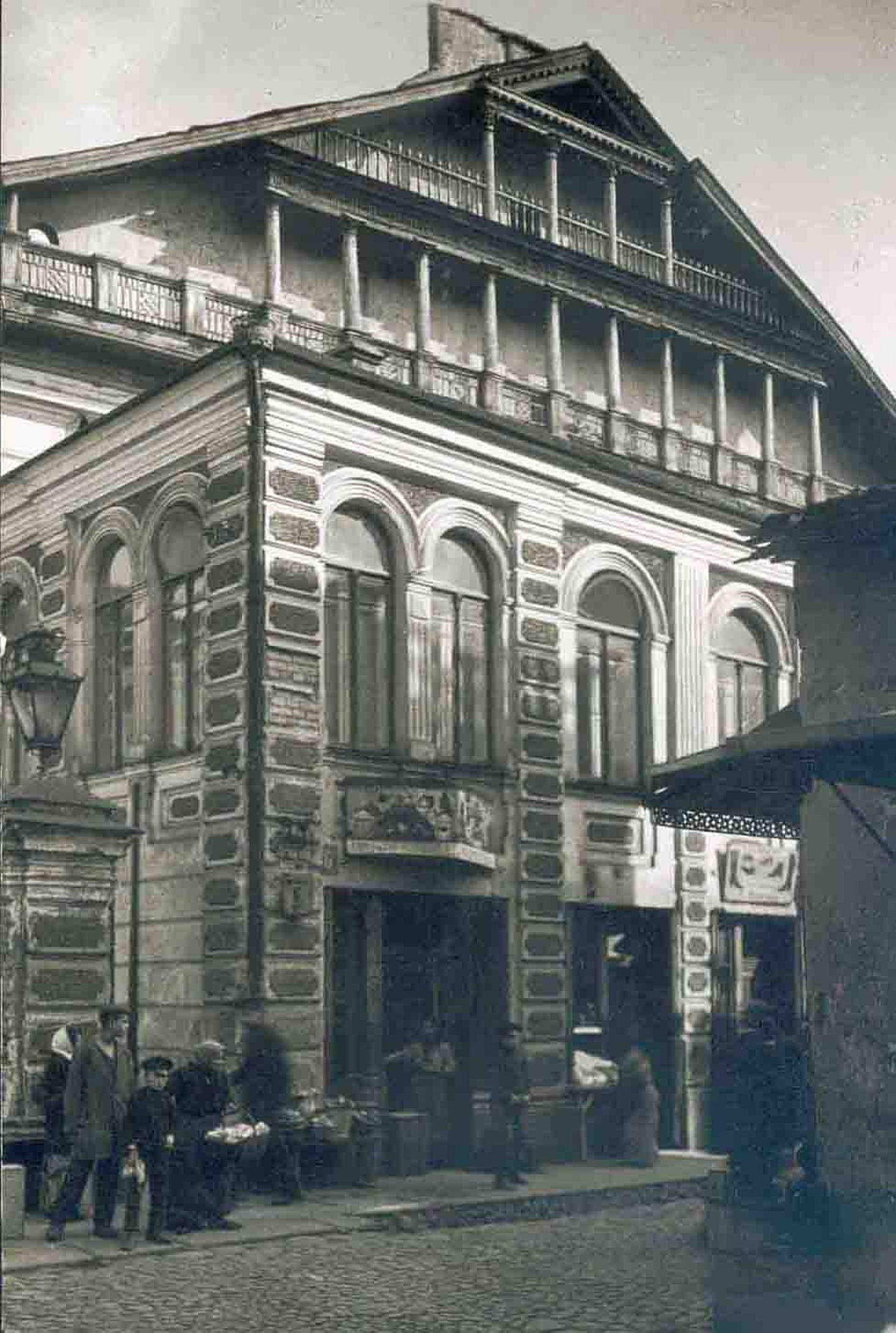
Façade de la synagogue en 1934

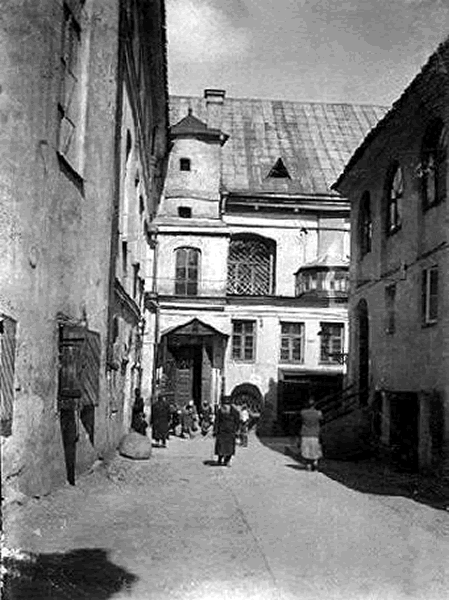
La cour de la synagogue

Selon la légende, le bâtiment était si grandiose et imposant, qu'en 1812, lors de son passage à Vilnius pendant la Campagne de Russie, Napoléon  aurai jeté un coup d'œil à l'intérieur de la synagogue à partir du seuil, et en aurai eu le souffle coupé d'admiration.
La synagogue possède plusieurs entrées. Une au niveau de la rue consiste en une paire de portes en fer, donnée par un groupe de tailleurs en 1642 sur lesquelles est gravée une inscription en hébreu indiquant que les donateurs font partie d'une association de récitateurs de Psaumes. L'autre entrée sur le côté ouest, a été ajoutée en 1800, et est un peu plus imposante. La façade consiste en un pignon triangulaire en bois, avec deux niveaux de galeries, attachés par des poteaux en fer forgé à une avancée de la charpente.
À l'époque de sa construction, les arrêtés ecclésiastiques imposaient dans toute l'Europe qu'une synagogue ne pouvait pas être construite plus haute qu'une église. Afin de se conformer à la loi, tout en créant une salle de hauteur convenable, il était d'usage de creuser suffisamment les fondations afin de placer le sol de la salle nettement en dessous du niveau de la rue. De l'extérieur, la synagogue parait être un bâtiment de trois niveaux, mais intérieurement, elle s'élève sur cinq niveaux.
Une autre entrée avec un vestibule est située sur la façade nord du bâtiment.
L'intérieur de la synagogue est redessiné au milieu du XVIIIe siècle par l'architecte allemand de Vilnius Johann Christoph Glaubitz. L'intérieur de style renaissance italienne donne une impression de grandeur tout  en inspirant un respect mêlé de crainte. Quatre colonnes d'ordre toscan, massives et équidistantes, supportent le vaste plafond à voûtes d'arêtes sur plan central et entre ces colonnes se trouve une Bimah de trois niveaux, de style rococo, avec une coupole supportée par huit petites colonnes. La Bimah est construite dans la seconde moitié du XVIIIe siècle par le rabbin  Judah ben Eliezer, communément appelé YeSoD (acronyme de Yehudah Sofer ve-Dayyan), un célèbre Sofer (scribe) et  Dayan (juge rabbinique).
Dans chaque travée de la paroi extérieure se trouve une fenêtre à arc plein cintre, soit un total de douze fenêtres pour les quatre côtés.
L'Arche Sainte sur deux niveaux, située sur le mur Est, est une structure en bois énormément sculptée et dorée, avec des représentations de plantes, d'animaux et de symboles juifs, couronnée d'un aigle à deux têtes au sommet. On accède à l'Arche Sainte par deux escaliers, situés de part et d'autre, avec une balustrade en fer forgé.
De nombreux lustres et chandeliers de bronze et d'argent pendent du plafond ou sont accrochés aux murs. La synagogue possède une collection importante d'objets rituels de valeur.
Le bâtiment fait l'objet d'une restauration au XIXe siècle.
En face de l'Arche se trouve un imposant chandelier à sept branches. Peu avant l'invasion allemande de la ville lors de la Première Guerre mondiale, celui-ci sera expédié à Moscou. Il y a aussi une chaise d'Élie posée dans le coin nord-ouest de la salle de prière, sur laquelle sont pratiquées les Brit milahs.
De chaque côté de l'Arche Sainte et sur tout le côté nord de la salle se trouvent deux niveaux de galeries en bois réservées aux femmes, construits en 1800 dans le style russe, par Noah Feibusch Bloch, un des responsables de la communauté qui a avancé l'argent. Il en fit don à la communauté quand celle-ci  fut incapable de lui rembourser la somme de 14 000 florins.
La salle de prière principale est sensiblement carrée (22,5 mètres par 21 mètres) et peut recevoir 300 personnes. La synagogue a été conçue de façon massive car elle doit pouvoir servir de place forte où la communauté peut trouver refuge en cas de danger. Lors des grandes fêtes, avant la Seconde Guerre mondiale, la synagogue pouvait accueillir 5 000 fidèles.
Dans un avant-corps construit en 1901 devant l'entrée de la synagogue, était située la célèbre bibliothèque de Matisyohu Strashun (1819-1885), possédant 35 000 livres rares et de vieux manuscrits, dont des traités kabbalistiques et talmudiques et des publications ayant trait à la vie juive. 25 000 d'entre eux ont pu être épargnés et ont été transférés, après la Seconde Guerre mondiale, avec les 15 000 livres de la bibliothèque de l'YIVO (Yidisher Visnshaftlekher Institut : Institut scientifique juif) à New York, où se trouve aujourd'hui  les archives de l'YIVO en provenance de Vilnius.
La cour principale de la synagogue était entourée de plusieurs petites synagogues et de maisons d'études, d'un Mikvé (bain rituel), de fontaines, d'un abattoir et des bureaux des organismes communautaires. Dans le vestibule de la synagogue depuis le début du XXe siècle, se trouvait un pilori, utilisé par les tribunaux rabbiniques.